# ジェイデン・ヒル
ケネス・ジェイデン・ヒル（Kenneth Jaden Hill, 1999年12月22日 - ）は、アメリカ合衆国アーカンソー州リトルリバー郡アッシュダウン出身のプロ野球選手（投手）。右投右打。MLBのコロラド・ロッキーズ所属。

## 経歴

### プロ入りとロッキーズ時代
高校時代、野球と並行してアメリカンフットボールもプレーしていた。最終年の2018年は7勝0敗、防御率0.51の好成績を記録。また打者としても打率.540、11本塁打を記録し、アーカンソー州の年間最優秀選手賞を受賞した。この年のMLBドラフト38巡目（全体1143位）でセントルイス・カージナルスから指名されたが、契約を拒否してルイジアナ州立大学へ進学した。
大学1年目の2019年は2試合に登板した後鎖骨の手術を受け、残りの試合を全休した。2年目の2020年に救援投手として実戦復帰。新型コロナウイルスの影響でシーズンが短縮された中、11.2回を投げて無失点に抑えた。
2024年9月5日に40人ロースターに登録され、メジャー初昇格を果たした。このシーズンはメジャーで9試合に登板し、防御率5.06という成績であった。

## 詳細情報

### 背番号
- 0（2024年 - ）